# 克里斯·比爾德
克里斯·比爾德（英語：Chris Beard），加拿大商業領袖，現任Mozilla公司首席执行官。1998年1月，他在加拿大渥太華共同創立了Puffin集團，不到兩年之後被Linuxcare收購。此後，比爾德主要從事資深產品和市場行銷工作，包括HP、Lustre和Mozilla。他於2004年加入Mozilla，在Firefox 1.0發表前曾深入參與Mozilla的各項事務，包括負責帶領產品、行銷、創新、溝通、社群和使用者交流等相關專案。
2013年7月，比爾德加入格雷洛克合伙公司擔任駐點企業家，期間仍同時擔任Mozilla董事長米切爾·貝克的顧問。
比爾德於2014年4月被任命為Mozilla公司臨時執行長。同年7月28日，比爾德正式擔任執行長職位。